# Johann Christian Heinrich Rinck
Johann Christian Heinrich Rinck (ur. 18 lutego 1770 w Elgersburgu, zm. 7 sierpnia 1846 w Darmstadcie) – niemiecki kompozytor i organista.

## Życiorys
W latach 1786–1789 studiował w Erfurcie u Johanna Christiana Kittla. W 1790 roku objął posadę organisty miejskiego w Gießen. Od 1805 roku był kantorem i nauczycielem w szkole muzycznej w Darmstadcie. W 1813 roku został organistą, a w 1817 roku członkiem kapeli nadwornej księcia Ludwika I. Komponował utwory organowe i fortepianowe, ponadto msze, kantaty i motety. Skompletował bogatą bibliotekę, stanowiącą współcześnie własność Yale University. Był autorem podręczników Praktische Orgelschule (Bonn 1819–1821, 2. wyd. 1881) i Theoretisch-praktische Anleitung zum Orgelspiel (Darmstadt 1839–1840).